# 蘇劉義
蘇劉義（1232年—1279年），字任忠，號復漢，化名蘇由義，南宋將領，在厓山海戰後試圖恢復宋朝江山，但未果。

## 生平
蘇劉義是北宋博學家蘇頌的後代；根據《中國人名大辭典》上的相關記載，蘇劉義生於現屬安徽省轄下的貴池，但史家對這個說法存有疑問:20。景定初年，蘇劉義為呂文德效力，在鄂州之戰中立下功勳，因而得到升官；他在景定中期被任命管理吉州的軍政。蘇劉義忠於南宋王室，歸降蒙古的呂文煥和呂文福（亦可能只是其中一人）曾向蘇劉義招降，被他所拒。
咸淳年間，南宋與蒙古爆發襄樊之戰，襄陽最終失陷；蘇劉義受此事牽連，遭到貶職。德祐二年，蒙古軍隊佔领南宋京師临安，赵昰、赵昺二王向南方逃奔；蘇劉義、陸秀夫等人聽聞二王南下溫州，便在路途上跟随、趕及他們。景炎元年（1276年），蘇劉義就任檢校少保、節度使、殿前指揮使和鎮撫大使。
蘇劉義參與了祥興年間爆發的厓山海戰。南宋在厓山海戰失利後，苏刘义成功突围，又找到流着王室血脈的赵旦，希望能恢復宋朝江山；但是，赵旦約一個月後身亡，苏刘义感到灰心，把赵旦安葬後化名苏由义，在碧江隐居。根據《中國人名大辭典》和《南宋書》的記載，蘇劉義曾經出海，後被部下殺害。

## 家庭
蘇劉義的次子蘇景由是一名文官，在宋朝滅亡後當上縣吏；另一名兒子苏会則在厓山海戰中陣亡。

## 形象和評價
清朝的罗天尺寫了一篇提及蘇劉義的诗作，诗中有這樣的一句：「史无王旦名，地传刘义节。」:24南宋大臣文天祥認為，蘇劉義為人剛烈、急躁，但有忠義節氣的精神。
清朝小說《海上魂》也有提及蘇劉義，書中的他為人謙恭、和藹，對平民百姓很友善。